# Брух (Рейнланд-Пфальц)
Брух (нім. Bruch) — громада в Німеччині, розташована в землі Рейнланд-Пфальц. Входить до складу району Бернкастель-Віттліх. Складова частина об'єднання громад Віттліх-Ланд.
Площа — 8,63 км2. Населення становить 492 ос. (станом на 31 грудня 2020).

## Галерея

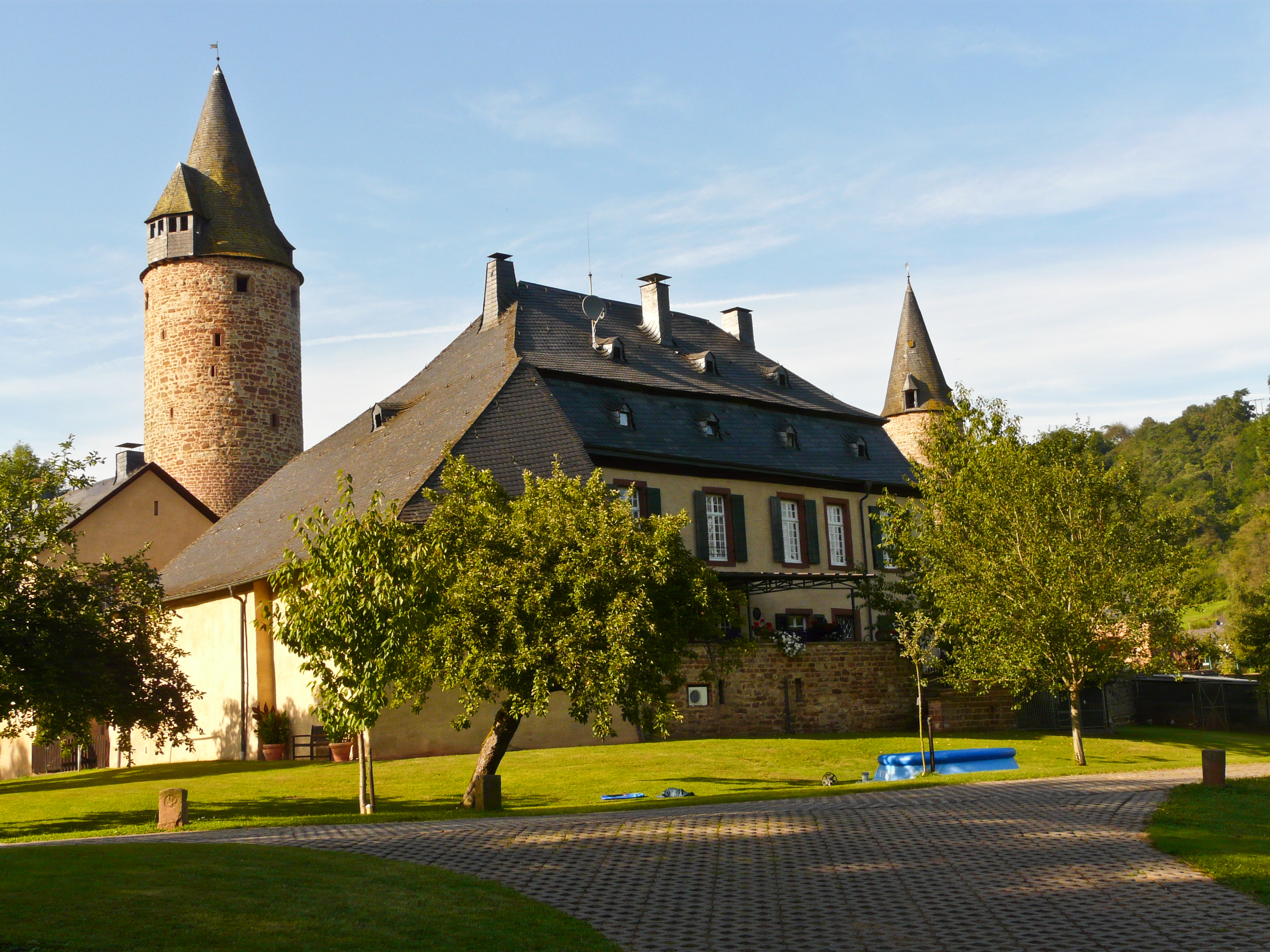
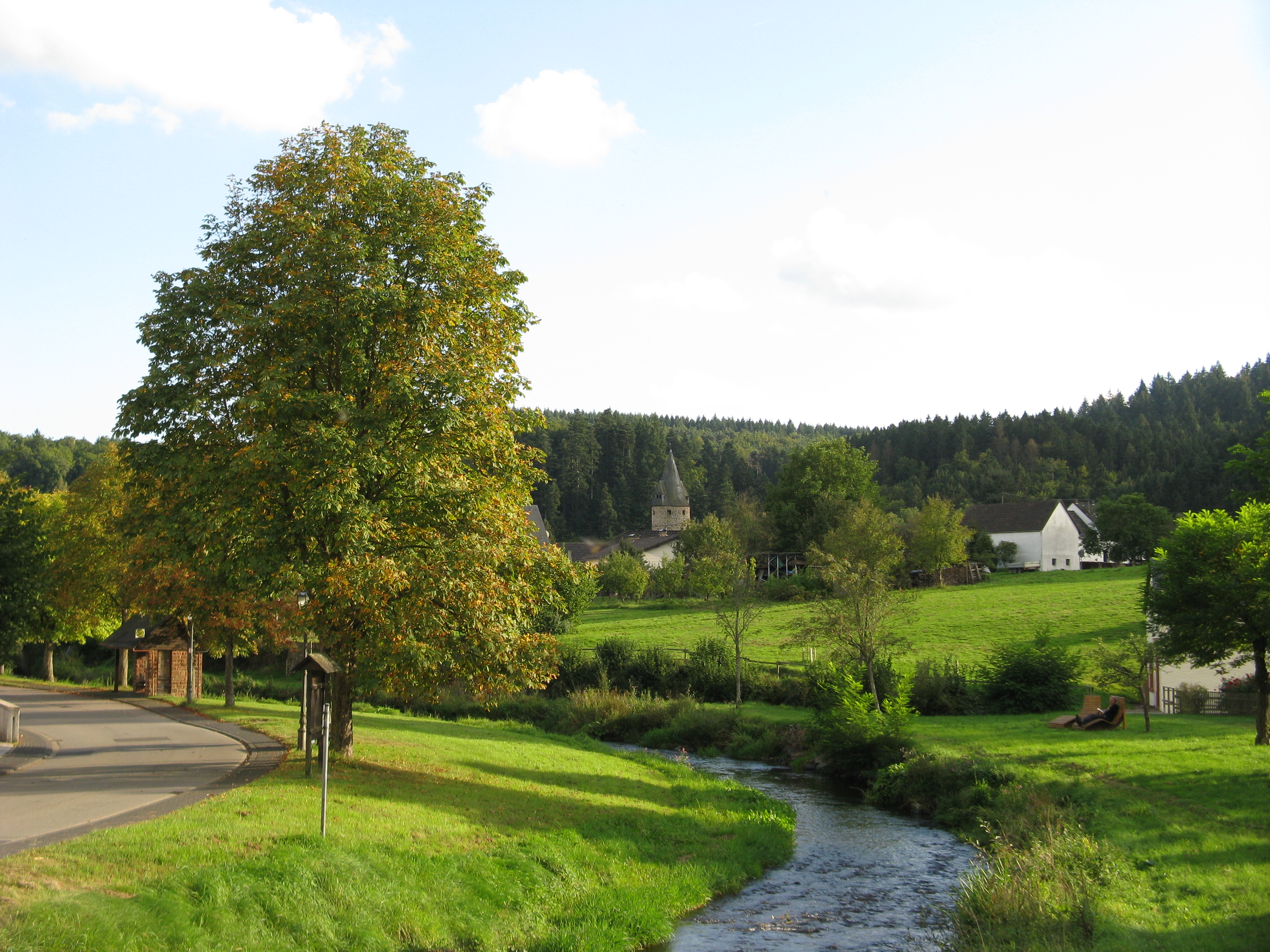
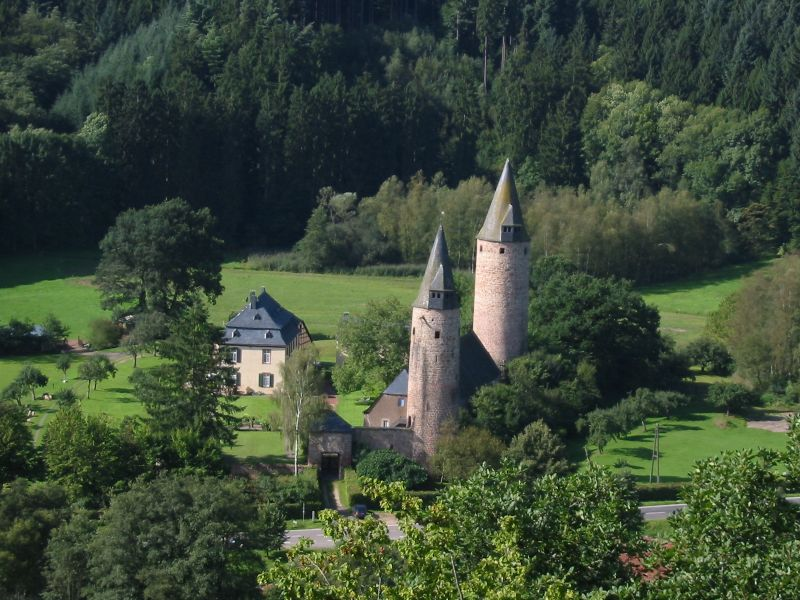